# أنتاريس (تلسكوب)

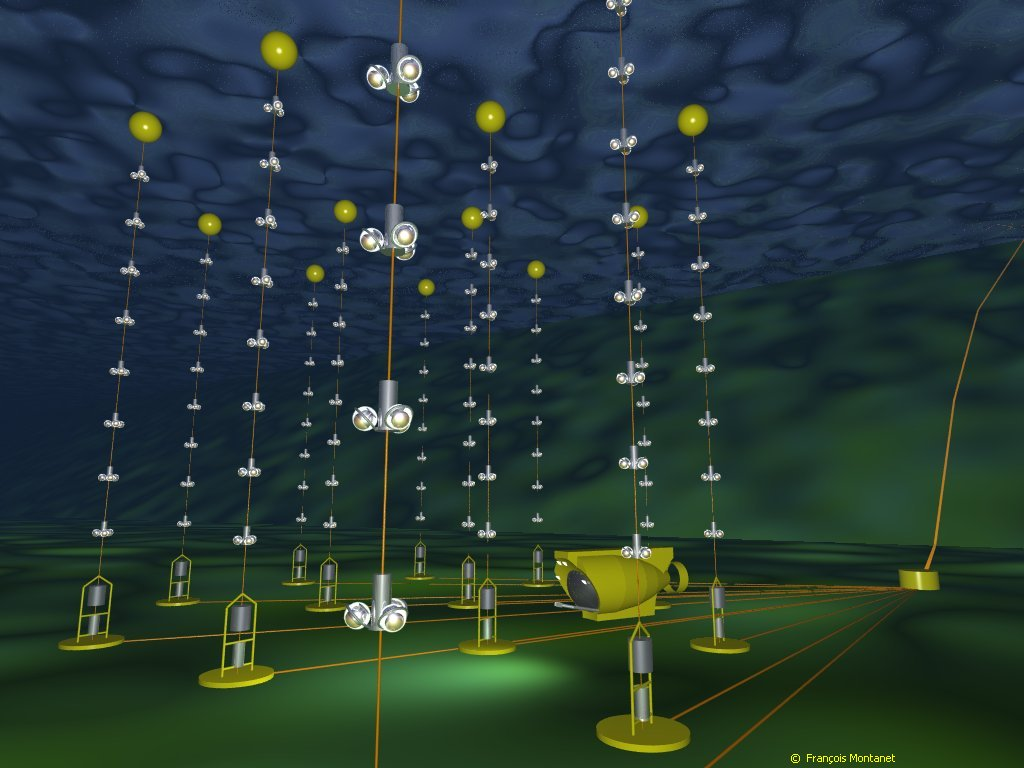
كمثال على تصور الفنان للكشف عن النيوترينو قلب العقرب و Nautile.

ANTARES هو اسم عداد نيوترينو الذي يستقر على بعد 2. 5 كم تحت البحر الأبيض المتوسط قبالة سواحل تولون، فرنسا. وهي مصممة لاستخدامها بوصفها اتجاهيةلتلسكوب النيوترينو  لتحديد ومراقبة تدفق نيوترينو من الأصول الكونية في اتجاه نصف الأرض الجنوبي من الأرض، وهو مكمل لجنوب نصف الكرة الأرضية للكشف عن النيوترينو تجربة مكعب الثلج أن يكشف النيوترونات من الشمال. اسم يأتي منA مع علم الفلك a Nنيوترينو Tتليسكوب«'الهاوية البيئية» المشروع البحثي؛ في اسم تاجي يجري أيضا اسمthe نجمة بارزة قلب العقرب (نجم). وتشمل تلسكوبات نيوترينو أخرى مصممة للاستخدام في منطقة بالقرب من اليونان NESTOR التلسكوب وإيطاليا والتلسكوب NEMO والتي هي على حد سواء في وقت مبكر مراحل التصميم.

## التصميم
يحتوي على مجموعة من اثني عشر من سلاسل رأسية منفصلة من أنابيب صمام تضخيم ضوئي. كل واحد له 75 وحدات البصرية وحوالي 350 مترا. وأنها ترتكز في قاع البحر على عمق حوالي 2.5 كيلومتر، تقريبا 70 متر بعيدا عن بعضها البعض. عندما تدخل النيوترونات نصف الكرة الجنوبي من الأرض، وعادة ما يستمر السفر مباشرة من خلال ذلك. في مناسبات نادرة، وعدد قليل ميوون النيوترونات تتفاعل مع الماء في البحر الأبيض المتوسط. عندما يحدث هذا، فإنها تنتج ميوون فيزياء الجسيمات. ANTARES تعمل عن طريق أنابيب مضخمة في الكشف عن إشعاعات شيرينكوف المنبعثة حيث يمر الميوون عن طريق المياه. تقنيات الكشف المستخدمة تميز بين توقيع «الميونات التصاعدي الجارية»، ونيوترينو الميوون التي تمت تفاعلها مع المادة أسفل الكاشف (في الأرض)، وحيث يتم التدفق أعلى بكثير من «الميونات الهابطة في الغلاف الجوي».
In contrast to the قطب جنوبي التلسكوبات النيوترينو مصفوفة عدادات المليون والنيوترينو بالقطب الجنوبي وتجربة مكعب الثلج، يستخدم ANTARES الماء بدلا من الجليد كوسط شيرينكوف فيها. كما أن الضوء في الماء أقل انتشارا منه في الجليد وهذا يعطى النتائج في أفضل دقة زاوية. من ناحية أخرى، والماء يحتوي على أكثر مصادر الضوء الخلفية من الجليد (اضمحلال نشاط إشعاعي نظائر بوتاسيوم -40 في ملح البحر وضوئية حيوية)، مما أدى إلى ارتفاع عتبات الطاقة ANTARESمقارنة بما يتعلق بIceCube وجعل طرق قمع خلفية أكثر تطورا أمرا ضروريا.

## تاريخ الإنشاء
تم الانتهاء من بناء ANTARES في 30 مايو 2008، بعد عامين من نشر السلسلة الأولى.
بدأت الاختبارات الأولية في عام 2000. المعدات ذات الصلة بصورة غير مباشرة إلى كاشف مثل مقياس الزلازل ونشرت في عام 2005. تم نقل السلسلة الأولى من الأنابيب المضخمة إلى مكانها في فبراير 2006. وفي سبتمبر 2006 كان الخط الثاني كان قد تم توصيله بنجاح. الخطوط 3، تم 4 و 5 تم توصيلهم في نهاية عام 2006، وترتبط في يناير 2007، وكانت هذه خطوة هامة التي جعلت ANTARES (قلب العقرب) أكبر تلسكوب نيوترينو في نصف الكرة الشمالي (متجاوزا تلسكوب بايكال نيوترينو). خطوط 6، 7، 8، 9، و 10 تم نشره ما بين مارس وأوائل نوفمبر 2007 وجعل متصلا في ديسمبر 2007 ويناير 2008. الفترة من مايو 2008 تم تشغيل الكاشف في استكماله التكوينى ذى 12 خط.
تم تنفيذ نشر وتوصيل الكاشف بالتعاون مع الفرنسيين علم المحيطات معهد، معهد الأبحاث الفرنسي لاستغلال البحار، تستخدم حاليا في ROV فيكتور، بالنسبة لبعض العمليات السابقة في غواصة Nautile.

## أهداف تجريبية
المشروع ANTARES هو النظير إلى تجربة مكعب الثلج في القارة القطبية الجنوبية. مبادئ الكشف عن مشروعين متشابهين جدا، ولكنها تشير في اتجاه معاكس نصفي الكرة الأرضية. سوف يسهم مشروع ANTARES إلى كشف النيوترونات من أصل الطاقة العالية، ولا سيما في نطاق من 10 10 to 1014 إلكترون فولتs (10 إلكترون فولت - 100 إلكترون فولت). على مدى عدة سنوات من العمل، قد تكون قادرة على إنتاج خريطة تدفق للنيوترينو من أصول كونية في نصف الكرة الجنوبي.وهي ستكون ذات أهمية خاصة للكشف عن مصادر نقاط الفيزياء الفلكية من النيوترونات، وربما على علاقة مع الملاحظات في نطاقات أخرى (مثل مصادر أشعة غاما التي لاحظها تلسكوب HESS في ناميبيا، والتي لديها رؤية حقل مشترك مع ANTARES).
وبصرف النظر عن هذا الجانب الفيزياء المتعلق بالجسيمات الفلكية، فإن التلسكوب ANTARES سوف يتكفل أيضا معالجة بعض المشاكل الأساسية في فيزياء الجسيمات، مثل البحث عن المادة المظلمة في شكل إفناء نيوترالينو في الشمس («طبيعية» نيوترينو شمسي يجري خارج نطاق الطاقة من ANTARES) أو مركز المجرة.وبسبب الأساليب المختلفة جدا المستخدمة، فإن حساسيتها المتوقعة ستتكامل تقريبا مع عمليات البحث المباشرة للمادة المظلمة التي تؤديها تجارب مختلفة مثل DAMA، CDMS وفي مصادم الهدرونات الكبير. أن الكشف عن إشارات neutralino تعد تأكيدا أيضا للتناظر الفائق، ولكن لا تعتبر عموما من المرجح جدا على مستوى حساسية ANTARES. ممكن حدوث غيرها من الظواهر «الغريبة» التي يمكن أن تصور كيفية أن يتم قياسها بواسطة ANTARES بحيث تشمل nuclearite أو أحادي القطب المغناطيسي.

## النتائج
أول الاكتشافات النيوترينو قد تم ذكرها في فبراير 2007

## الأجهزة إضافية
بالإضافة إلى الكشف البصري الرئيسي للنيوترونوات الكونية، فإن التجربة ANTARES تضم أيضا عددا من الأدوات لدراسة بيئة عمق البحر، مثل الملوحة وكواشف الأكسجين، والمحللون للتيار المحيطي والأجهزة لقياس انتقال الضوء وسرعة الصوت. أيضا، تم تركيب نظام الكاميرا للتتبع التلقائي من ضيائية حيوية للكائنات الحية.النتائج من هذه الأجهزة، رغم أهميتها أيضا بالنسبة لمعايرة الكاشف، سيتم تقاسمها مع معاهد علوم المحيطات المشاركة في التعاون مع ANTARES.
في حين كشف ANTARES يحتوي على نظام تحديد المواقع الصوتية لمحاذاة خطوط الكواشف الحرة العائمة فإنها تضم أيضا نظام مخصص للكشف الصوتي المنفصل AMADEUS، الذي سيضم 6قصص ANTARES مع الهيدروفون لتقييم إمكانية تدعيم الكشف الصوتي الخاص بالنيوترونات في أعماق البحار. وقد أدرجت أول 3 طوابق من هذه المعدات الصوتية في خط الأجهزة، و3 أخرى على خط 12TH.

## اقرأ أيضا
| - تلسكوب شميدت - صوفيا (مرصد طائر) - تلسكوب فضائي - تلسكوب ولتر - التوسع الكوني - تلسكوب العدسات - نظارة مقربة - مجهر - مجهر إلكتروني - إزاغة كرية | - التلسكوب العظيم VLT - تلسكوب المسح الفلكي VLT - مرصد شاندرا الفضائي للأشعة السينية - بيبوساكس - مرصد سويفت الفضائي - مقراب جيمس ويب الفضائي - مرصد ديناميكا الشمس - مرصد كيك - مرصد مولارد الراديوي - مقراب سبيتزر الفضائي | - مرصد ألوك بيك في سمرقند - مرصد سوبارو - مرصد جيميني - مرصد مونا كيا - استشعار عن بعد - مسبار فضائي - مصفوف المراصد العظيم VLA - نجم كواركات - علم فلك أشعة غاما - كورونوغراف |  |